# عبدالله بن سعود آل سعود
عبدالله بن سعود آل سعود (عربی: عبدالله بن سعود؛ متوفی ۱۸۱۸) از ۱۸۱۴ تا ۱۸۱۸ بر اولین دولت سعودی حکومت کرد. او آخرین حاکم اولین دولت سعودی بود و توسط عثمانی‌ها اعدام شد.

## دلایل اعدام
در ۱۸۰۱ حرم حسین بن علی (نوه محمد) در کربلا توسط سپاه عبدالله بن سعود تخریب شد، که موجب خشم مسلمانان شیعه گردید. اضافه بر این مردم زیادی در شهرهای مقدس اسلامی مکه و مدینه کشته شده و مسجد النبی توسط سپاه او در همان سال صدمه دید. در نتیجه، مسئولین عثمانی خود را در شرایطی یافتند که مجبور بودند سعودی‌ها را بابت جرایم شان مجازات کنند چرا که عثمانی‌ها حاکم رسمی جزیره العرب بودند. محافظ اماکن مذهبی اسلام خلیفه ترک-عثمانی در قسطنطنیه، محمود دوم بود. ابن سعود که یک، پیروی وهابیت/سلفی‌گری مکتب اثری (متن گرا) الهیات اسلامی بود، سلطان محمود دوم را به دلیل حمایت او از باورهای ماتریدی کافر دانست. محمود دوم به نیروهای مصری دستور داد به جزیره العرب رفته و عبدالله بن سعود و متحدانش را شکست دهند. در ۱۸۱۸، یک سپاه مصری به رهبری ابراهیم محمد علی پاشا (پسر محمدعلی پاشا) نیروهای عبدالله را کلاً نابود کرد و کنترل پایتختشان، درعیه در نجد را دست گرفت. عبدالله بن سعود به همراه دو حامی وهابیش دستگیر شدند. آنها به زندان در قسطنطنیه فرستاده شدند. عبدالله و دو حامیش به دلیل جرایمشان علیه مساجد و شهرهای مقدس در ملأ عام سر بریدن شدند. ابن سعود که وهابی بود و مجاز به شنیدن موسیقی نبود مجبور شد پیش از مرگ به لوت گوش دهد.